# Huraba I
Huraba I is een bestuurslaag in het regentschap Mandailing Natal van de provincie Noord-Sumatra, Indonesië. Huraba I telt 1815 inwoners (volkstelling 2010).